# Disadattato
 Disadattato (Misfit) è un racconto di fantascienza del 1939 dello scrittore statunitense Robert A. Heinlein.
È una delle prime storie del ciclo della Storia futura.

## Storia editoriale
Heinlein scrisse questo racconto nell'aprile del 1939 e lo intitolò Cosmic Construction Corps. Quando lo sottopose a John W. Campbell questi cambiò il titolo in Misfit e gli chiese delle modifiche. La versione revisionata fu pubblicato sul numero del novembre 1939 della rivista Astounding Science Fiction.
Una versione leggermente modificata è stata inclusa nella raccolta di opere di Heinlein Rivolta 2100 (Revolt in 2100) del 1953, tradotta in italiano da Roberta Rambelli nel 1971 col titolo Spostati.
Misfit è stato poi incluso nella raccolta La storia futura (The Past Through Tomorrow) del 1967 (pubblicata in italiano nel 1988 e nel 1999); per questa edizione Heinlein ha apportato molte lievi modifiche alle opere del ciclo della Storia futura per aggiornarle e migliorarne la coerenza interna; su questa versione dei testi è basata la traduzione in italiano di Giuseppe Lippi, che ha intitolato il racconto Disadattato.
Disadattato è stato inoltre incluso nell'antologia curata da Isaac Asimov Le grandi storie della fantascienza 1 (Isaac Asimov Presents The Great Science Fiction Stories 1 (1939)) del 1979, tradotta da Gaetano la Pira nel 1980.

## Trama
La storia riguarda Andrew Jackson Libby (qui soprannominato Pinky, per i suoi capelli rossi, ma più tardi soprannominato Slipstick (traducibile come regolo calcolatore), un ragazzo della Terra dalle straordinarie abilità matematiche ma con una scarsa educazione. Trovando poche opportunità sulla Terra, si unisce al Cosmic Construction Corps, una futuribile versione della Civilian Conservation Corps, guidata da militari che impiegano giovani disoccupati per colonizzare il sistema solare.
Con un gruppo di altri inesperti giovani è assegnato a una nave che parte diretta alla fascia principale degli asteroidi dove il loro compito sarà di spostare un asteroide in un'orbita tra Marte e la Terra dove diventerà una stazione spaziale.
Durante i lavori di scavo per mezzo di esplosivi di cavità destinate a contenere dei motori a razzo, Pinky si rende conto che c'è un errore nel calcolo della potenza delle cariche. Il suo intervento evita un'esplosione catastrofica. Le capacità di Pinky attirano l'attenzione del capitano che lo assegna al calcolatore di astronavigazione della nave. Durante il viaggio di ritorno verso la Terra il computer si guasta ma il ragazzo gli subentra eseguendo a mente tutti i complessi calcoli; grazie a lui l'asteroide viene posizionato con successo nella sua orbita finale.

## Collegamenti con altre opere dell'autore
"Slipstick" Libby è uno dei personaggi ricorrenti di Heinlein: appare insieme a Lazarus Long in diverse opere come I figli di Matusalemme e Il gatto che attraversa i muri.

### Edizioni
- Robert A. Heinlein, Disadattato, in La storia futura (antologia), collana Urania Classici, traduzione di Giuseppe Lippi, vol. 4, n. 272, Mondadori, novembre 1999,  pp. 209-237, ISSN 1120-4966 (WC · ACNP).

### Fonti critiche
- (EN) James Daniel Gifford, The New Heinlein Opus List, in Robert A. Heinlein: A Reader's Companion (PDF), Nitrosyncretic Press, 2000, ISBN 978-0-9679874-1-5. URL consultato il 12 ottobre 2015.

- Giuseppe Lippi, Nota, in La storia futura (antologia), collana Urania Classici, vol. 1, n. 241, Mondadori, aprile 1997,  p. 14, ISSN 1120-4966 (WC · ACNP).
«Le traduzioni sono state rifatte appositamente, con l'eccezione di L'uomo che vendette la luna e Requiem che erano già apparsi a cura di Lia Volpatti e Paola Francioli.»

- (EN) William H. Jr. Patterson, Robert A. Heinlein: In Dialogue with His Century, Macmillan, 2010, ISBN 1-4299-6485-5.

- (EN) George Edgar Slusser, The Classic Years of Robert A. Heinlein, in Popular Writers of Today, vol. 11, Wildside Press LLC, 1977, ISBN 0-89370-216-1.